# North Charleston Lowgators 2001-2002
La stagione 2001-02 dei North Charleston Lowgators fu la 1ª nella NBA D-League per la franchigia.
I North Charleston Lowgators arrivarono primi nella NBA D-League con un record di 36-20. Nei play-off vinsero la semifinale con i Mobile Revelers (2-1), perdendo poi la finale con i Greenville Groove (2-0).

## Roster
| N° | Naz.                         | Ruolo | Sportivo        | Anno | Alt. | Peso |
| -- | ---------------------------- | ----- | --------------- | ---- | ---- | ---- |
|    | Stati Uniti (bandiera)       | G     | Fred House      | 1978 | 196  | 95   |
|    | Stati Uniti (bandiera)       | A     | Sedric Webber   | 1977 | 198  | 100  |
|    | Stati Uniti (bandiera)       | GA    | Galen Young     | 1975 | 196  | 95   |
|    | Stati Uniti (bandiera)       | G     | B.J. McKie      | 1977 | 188  | 86   |
|    | Messico (bandiera)           | A     | Víctor Ávila    | 1977 | 208  | 129  |
|    | Trinidad e Tobago (bandiera) | C     | Neil Edwards    | 1979 | 216  | 109  |
|    | Stati Uniti (bandiera)       | G     | Terry Dehere    | 1971 | 188  | 86   |
|    | Stati Uniti (bandiera)       | A     | Nate Green      | 1977 | 196  | 86   |
|    | Stati Uniti (bandiera)       | A     | Antonio Grant   | 1977 | 198  | 102  |
|    | Stati Uniti (bandiera)       | A     | C.J. Black      | 1978 | 203  | 114  |
|    | Senegal (bandiera)           | A     | Makhtar N'Diaye | 1973 | 203  | 111  |
|    | Stati Uniti (bandiera)       | G     | Tes Whitlock    | 1972 | 191  | 88   |
|    | Stati Uniti (bandiera)       | G     | Chris Robinson  | 1974 | 196  | 93   |
|    | Stati Uniti (bandiera)       | A     | Jamal Kendrick  | 1975 | 203  | 109  |

## Staff tecnico
- Allenatore: Alex English
- Vice-allenatore: Doug Marty